# Eva Dell'Acqua
Eva Dell'Acqua (Schaerbeek, 28 gennaio 1856 – Ixelles, 12 febbraio 1930) è stata una compositrice e cantante belga di origine italiana.

## Biografia
Eva Dell'Acqua nacque nel 1856 in una località nella zona di Bruxelles dal padre Cesare Dell'Acqua, pittore di Trieste, e dalla madre Carolina van der Elst. Sono scarse le informazioni biografiche sulla sua carriera. Studiò presso il Conservatoire royal de musique. Cantava negli ambienti aristocratici della sua città, rimanendo ai margini della scena musicale, finché non iniziò a comporre e farsi apprezzare nei circoli culturali più illustri. 
Vantava una «solida preparazione tecnica» che sfociava in una «eleganza stilistica delle sue composizioni». Compose musica nello stile romantico tra il 1878 e il 1922, spaziando per diversi generi: musiche orchestrali, piéce per orchestra da camera, opere per pianoforte, per voce solista, opere e marce.
Si esibiva in mélodies per canto e pianoforte perlopiù nei salotti della sua città natale, ma divenne un personaggio rilevante in accademie e soirées musicali del tempo. Incontrò il favore del pubblico nobile con le sue opere, operette e pantomime, che furono messe in scena anche in teatri pubblici. In particolare La Bachelette (1896) e Une ruse de Pierrette (febbraio 1903), su libretto di F. van der Elst, furono rappresentate al Théâtre des Galeries St-Hubert di Bruxelles.
Dell'Acqua morì nel 1930 in un'altra località nella regione di Bruxelles.

## Accoglienza ed eredità culturale
Il Conservatoire royal de musique ha conservato gran parte della sua produzione nella propria biblioteca.
Pur con un'attività ristretta a un particolare ambito culturale, «la naturale fantasia melodica e un innato gusto stilistico (...) le consentirono di imporsi nel mondo musicale europeo, ove la sua produzione incontrò particolare fortuna». Le sue operette, di stile tipicamente francese, si distinguono «per garbo, ironia e fluidità di scrittura».
Particolare successo ebbe la villanella J'ai vu passer l'hirondelle, melodia fluida e raffinata, con manierismo e gusto tipici della romanza e della musica vocale da camera fin de siècle. Le sue marce militari e i suoi pezzi per fiati hanno fatto parte del repertorio dei complessi bandistici belgi almeno fino alla fine del XX secolo.
Il suo brano Villanelle per soprano di coloratura è stato particolarmente interpretato ed inciso, nonché utilizzato in colonne sonore cinematografiche quali Get Hep to Love (1942) e Musica sulle nuvole (1942). 

## Opere (parziali)

### Operette
Su libretto di F. van der Elst:
- Une passion (1888)
- Le secret de l'alcade (1888)
- Le trésor de l'émir (1888)
- Les fiançailles de Pasquin (1889)
- L'æillet blanc (1889)
- La visite imprévue
- Marraine de guerre
- L'oiseau bleu
- Tambour battant (1897)
- Feu de paille (1897)

### Pantomime
- Au clair de lune

### Melodie per voce e pianoforte
- J'ai vu passer l'hirondelle, villanella per soprano di coloratura
- Sérénade
- Sonnet d'amour (due versioni)
- J'ai dit aux fleurs
- Chanson de mai
- Nanette et son Seigneur
- En regardant vos mains
- Rondel à l'absente
- Si vous consentiez
- Chanson provençale
- Aubade
- Noël d'enfant
- Le clavecin
- Prière d'amour
- La chanson du rouet
- Pierrot menteur

### Musica strumentale
per pianoforte
- Gavotte
- Italia (polkamazurka)
- Valse n. 1
- Valse pour piano
- Valse lente Gavotte pour piano et violoncelle
- Menuet pour mandoline et piano